# 생화학적 산소 요구량
생화학적 산소 요구량(Biochemical oxygen demand, BOD)은 물 속에 있는 호기성 미생물이 유기물을 분해하는 데 필요한 산소 소모량을 말하며, 영어로는 BOD(Biochemical Oxygen Demand)이다. BOD는 미생물이 유기물을 분해하는 과정에서의 용존산소량(DO) 농도변화를 통해 유기물의 양을 간접적으로 측정하는 것이다. 즉, BOD가 높을수록 유기물이 많이 포함된 오염된 물이다. 구체적으로, BOD는 호기성 박테리아가 20°C에서 5일간 수중의 유기물을 산화 분해시켜 정화하는 데 소비되는 산소량을 ppm(백만분율)으로 나타낸 것이다. 하천수가 1급수로 분류되기 위해서는 BOD가 1ppm 이하여야 한다. 5ppm 이상이 되면 하천은 자기정화능력을 잃으며, 10ppm을 넘은 물은 등급 외의 매우 오염된 물로서, 썩는 냄새가 난다.

## 측정법
먼저 BOD를 측정할 물의 용존산소량(DO)을 측정한다. 그 다음 샘플의 유기물을 분해할 미생물을 주입한다. 그리고 샘플을 20 °C의 빛이 들지 않는 어두운 곳에 보관하는데, 이는 광합성이 일어나서 산소가 생산되지 않게 하기 위함이다. 5일동안 보관한 뒤 다시 용존산소량(DO)를 측정하여 실험 전의 DO값과 비교한다. 처음 DO값에서 최종 DO값을 뺀 것이 BOD이다. 정확히는 BOD5라고 한다. 원래는 20일간 보관한 뒤 다시 용존산소량(DO)를 측정한 뒤 실험 전의 DO값과 비교하여 BOD값을 내는데, 이때는 BODL(BODu)라고 한다. 질산화 작용 억제제를 첨가하여 질소의 산화를 제외하고 BOD값을 구한 결과값은 탄소 BOD(cBOD)라고 한다.
BOD 계산법:
- 초기 DO - 최종 DO = BOD

BOD는 물의 유기 화합물을 측정한다는 점에서 화학적 산소 요구량(COD)과 유사하다. 그러나 COD의 경우에는 화학적으로 산화가 될 수 있는 모든 물질을 측정할 수 있으므로 생분해성 물질만 측정할 수 있는 BOD보다 더 광범위한 오염을 측정할 수 있다.

### BOD 잔존량
t일 후 잔존하는 BOD(mg/L)를 {\displaystyle L_{t}}라 할 때, {\displaystyle L_{t}}는 다음과 같다.
{\displaystyle L_{t}=L_{a}\cdot e^{-k_{1}\cdot t}\doteqdot L_{a}\cdot 10^{-k_{1}\cdot t}}
{\displaystyle L_{a}} : 최초 BOD(mg/L) 또는 최종 BOD(=BODu)
{\displaystyle k_{1}} : 탈산소 계수(day-1)
t : 경과 시간(day)

### BOD 소비량
t일 동안 소비된 BOD(mg/L)를 Y(예 : {\displaystyle BOD_{5},BOD_{u}})라 하면,
{\displaystyle {\begin{aligned}Y&=L_{a}-L_{t}\\&=L_{a}(1-e^{-k_{1}\cdot t})=L_{a}(1-10^{-k_{1}\cdot t})\\\end{aligned}}}

### 하천 합류와 BOD
A하천과 B하천이 합류된 하천의 BOD(Cm)는 다음과 같이 계산할 수 있다. A하천의 유량을 QA, BOD를 CA라 하고, B하천의 유량을 QB, BOD를 CB라 할 때,다음 식이 성립한다.
{\displaystyle C_{m}={\frac {Q_{A}\cdot C_{A}+Q_{B}\cdot C_{B}}{Q_{A}+Q_{B}}}}

## 한계
BOD측정법은 재현성이 떨어진다. 즉, 같은 실험을 같은 방법으로 수행해도 대략 10~20%의 오차가 발생할 수 있다.:82

### 독성물질
어떤 폐수는 미생물의 성장과 활동을 방해하는 독성물질을 포함하기도 한다. 산업폐수, 무단으로 버린 약에서 나온 항생제, 세정제, 하수 처리과정에서 사용되는 염소등은 BOD 측정과정에서 사용되는 미생물의 활성을 떨어뜨려 BOD 측정값이 실제보다 낮게 나올 수 있다.:85

## 하천의 수질 등급 판정기준
수질 등급을 나누는 기준은 BOD(생물학적 산소요구량), COD(화학적 산소요구량), DO(용존산소량) 등이 있다. 이런 기준에 따라 대한민국에서 사용하는 하천의 수질 등급은 다음과 같다.
| 등급           | 수소 이온 농도(pH) | BOD(ppm) | COD(ppm) | 총 유기 탄소량(TOC) (mg/L) | 수질 및 수생태계 상태 |
| -------------- | ------------------ | -------- | -------- | -------------------------- | --- |
| Ia (매우 좋음) | 6.5 ~ 8.5          | 1 이하   | 2 이하   | 2 이하                     | 용존산소가 풍부하고 오염물질이 없는 청정상태의 생태계로 여과·살균 등 간단한 정수처리 후 생활용수로 사용할 수 있음.                                                                 |
| Ib (좋음)      | 6.5 ~ 8.5          | 2 이하   | 4 이하   | 3 이하                     | 용존산소가 많은 편이고 오염물질이 거의 없는 청정상태에 근접한 생태계로 여과·침전·살균 등 일반적인 정수처리 후 생활용수로 사용할 수 있음.                                           |
| II (약간 좋음) | 6.5 ~ 8.5          | 3 이하   | 5 이하   | 4 이하                     | 약간의 오염물질은 있으나 용존산소가 많은 상태의 다소 좋은 생태계로 여과·침전·살균 등 일반적인 정수처리 후 생활용수 또는 수영용수로 사용할 수 있음.                                 |
| III (보통)     | 6.5 ~ 8.5          | 5 이하   | 7 이하   | 5 이하                     | 보통의 오염물질로 인하여 용존산소가 소모되는 일반 생태계로 여과, 침전, 활성탄 투입, 살균 등 고도의 정수처리 후 생활용수로 이용하거나 일반적 정수처리 후 공업용수로 사용할 수 있음. |
| IV (약간 나쁨) | 6.0 ~ 8.5          | 8 이하   | 9 이하   | 6 이하                     | 상당량의 오염물질로 인하여 용존산소가 소모되는 생태계로 농업용수로 사용하거나 여과, 침전, 활성탄 투입, 살균 등 고도의 정수처리 후 공업용수로 사용할 수 있음.                       |
| V (나쁨)       | 6.0 ~ 8.5          | 10 이하  | 11 이하  | 8 이하                     | 다량의 오염물질로 인하여 용존산소가 소모되는 생태계로 산책 등 국민의 일상생활에 불쾌감을 주지 않으며, 활성탄 투입, 역삼투압 공법 등 특수한 정수처리 후 공업용수로 사용할 수 있음.  |
| VI (매우 나쁨) |                    | 10 초과  | 11 초과  | 8 초과                     | 용존산소가 거의 없는 오염된 물로 물고기가 살기 어려움. |

## 같이 보기
- 화학적 산소 요구량(COD)

## 참고 문헌
- 이종형 외. 《상하수도 공학》 5판. 구미서관. 52-55쪽.